# ГЕС Järnvägsforsen
ГЕС Järnvägsforsen — гідроелектростанція у центральній частині Швеції. Розміщена між ГЕС Turinge (вище за течією) і ГЕС Parteboda, входить до складу каскаду на річці Юнган, яка впадає в Ботнічну затоку Балтійського моря біля міста Свартвік.
У межах проекту річку перекрили греблею висотою 10 метрів, яка утримує озеро-водосховище Holmsjön з припустимим коливанням рівня поверхні між позначками 240,4 та 244,8 метра НРМ. Із нього починається канал довжиною 0,4 км, який продовжується дериваційним тунелем, що проходить під дном самого Юнгану та через 8,6 км досягає облаштованого на правобережжі річки підземного машинного залу. При цьому на своєму шляху підвідний тунель приймає додатковий ресурс із правої притоки Юнгану річки Räsjöän, від греблі на якій прокладено канал довжиною 3,4 км.
Машинний зал обладнаний двома турбінами типу Френсіс загальною потужністю 100  МВт, які при напорі у 87 метрів забезпечують виробництво 420 млн кВт-год електроенергії на рік.
Відпрацьована вода повертається в Юнган через відвідний тунель довжиною 2,1 км, за яким слідує відкритий канал довжиною 0,5 км.
Станцію Järnvägsforsen завершили у 1976 році, що дало можливість вивести з експлуатації малі ГЕС Alby та Ringdalen, які раніше працювали на цій же ділянці річки.
Управління станцією здійснюється дистанційно з диспетчерського центру компанії Statkraft у Соллефтео.